# Estrecho de Gibraltar
El estrecho de Gibraltar (en árabe: مضيق جبل طارق [Maḍīq Jabal Ṭāriq]; en inglés: Strait of Gibraltar), o simplemente el Estrecho, es el lugar por donde se produce la unión natural de dos masas de agua: el mar Mediterráneo y el océano Atlántico y la separación entre dos continentes: Europa y África. Incluso geológicamente, el estrecho representa la fisura de las dos placas tectónicas: la Euroasiática y la Africana. Es una de las vías de navegación más importantes del mundo, al dar acceso al océano Atlántico y el mar Mediterráneo, que a su vez comunica con Oriente Próximo y Asia por el canal de Suez. En navegación marítima se abrevia como STROG (del inglés: Strait Of Gibraltar). En la Edad Antigua también se menciona como las Columnas de Hércules.
En su punto más estrecho, Europa y África están separadas por 14,4 km de océano. Tiene una profundidad de 300 a 900 metros. Se sabe que hace cinco millones de años quedó geológicamente cerrado, provocando la desecación del mar Mediterráneo, en lo que se conoce como crisis salina del Messiniense. En la actualidad, es un lugar de paso importante para la fauna, tanto de aves migratorias que viajan estacionalmente entre Europa y África, como de cetáceos entre el Mediterráneo y el Atlántico. Por eso, la costa peninsular española está protegida por el parque natural del Estrecho.

## Etimología
Desde la época de las colonias fenicias y griegas, el nombre del estrecho era conocido como las columnas de Melkart (fenicios), las columnas de Heracles (griegos) o las columnas de Hércules, el nombre romano de Heracles. En época romana también se llamaba Fretum Gaditanum (estrecho de Cádiz). Su nombre actual procede de la época de al-Ándalus tras la conquista musulmana de la península ibérica y significa montaña de Tarik (Djebel Tarik = Gibraltar) por ser el caudillo Tarik el que inició la invasión. En árabe se conoce como Bab el-Magreb o «Puerta de Marruecos». Los árabes de la Edad Media lo llamaban Al-Zaqaq, traducido como "el callejón".[cita requerida]

## Importancia en la historia humana
Debido a su posición estratégica como salida del mar Mediterráneo al océano Atlántico y punto de paso entre dos continentes, ha sido escenario de numerosos intercambios desde la prehistoria. En los últimos siglos, ha provocado numerosas luchas, siendo el punto de inicio de la conquista musulmana de la península ibérica, la toma de Gibraltar, la batalla de Trafalgar o como escenario de la Segunda Guerra Mundial. En la actualidad, representa un importante paso marítimo para el tráfico naval, lo que se demuestra con el volumen de tráfico del puerto de la bahía de Algeciras, uno de los más importantes de Europa.

## Características físicas
El estrecho es la única conexión entre el mar Mediterráneo y el océano Atlántico. Se encuentra entre el mar de Alborán y el golfo de Cádiz. Abarca desde la línea Gibraltar-Ceuta hasta la línea cabo Espartel-cabo Trafalgar. Su longitud es de 14,4 km en su parte más angosta, entre punta de Oliveros (España) y punta Cires (Marruecos), y su profundidad varía entre unos 280 m en el umbral de Camarinal hasta algo menos de 1000 m a la altura de la bahía de Algeciras.

## Condiciones ambientales

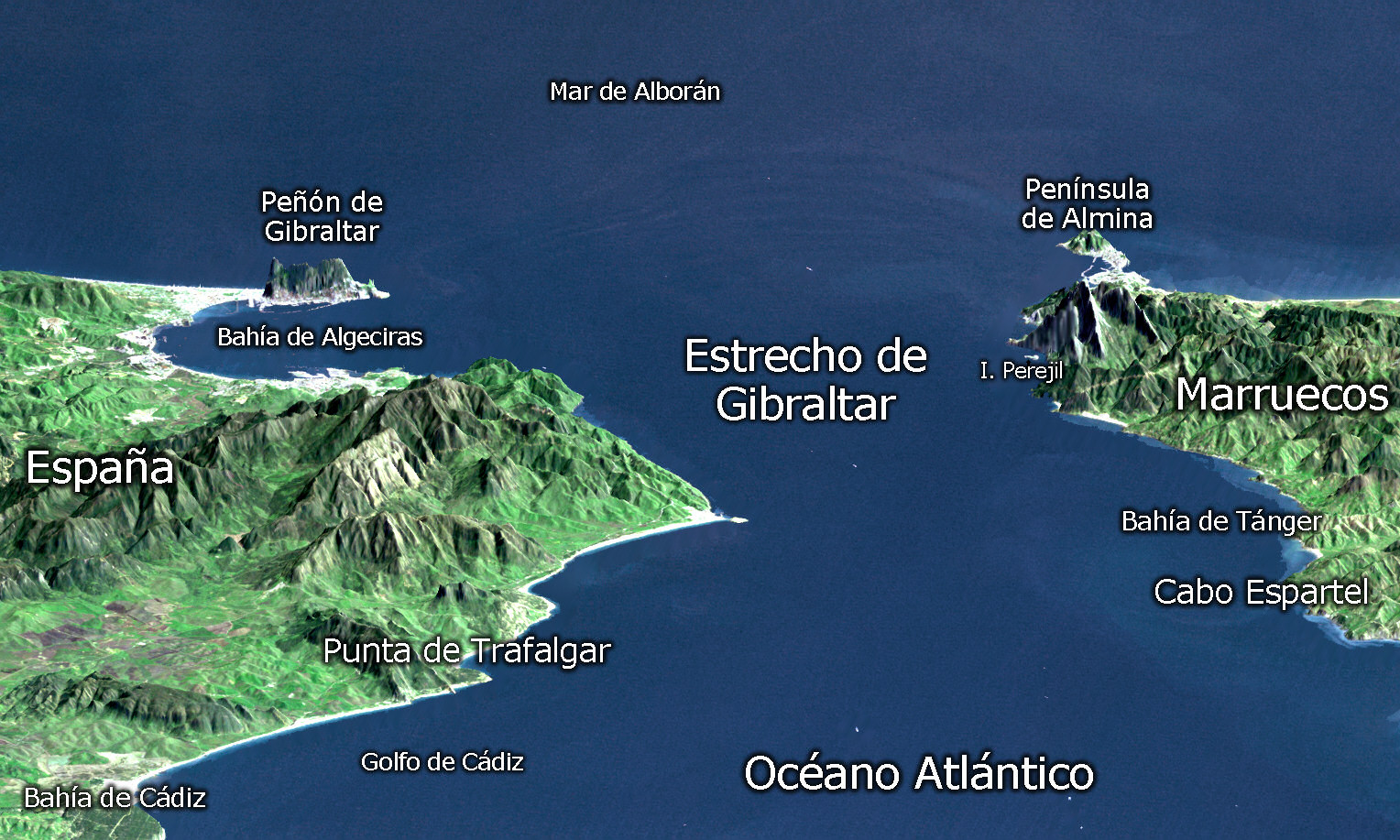
Topografía del estrecho de Gibraltar. En el centro de la imagen, Punta Tarifa.

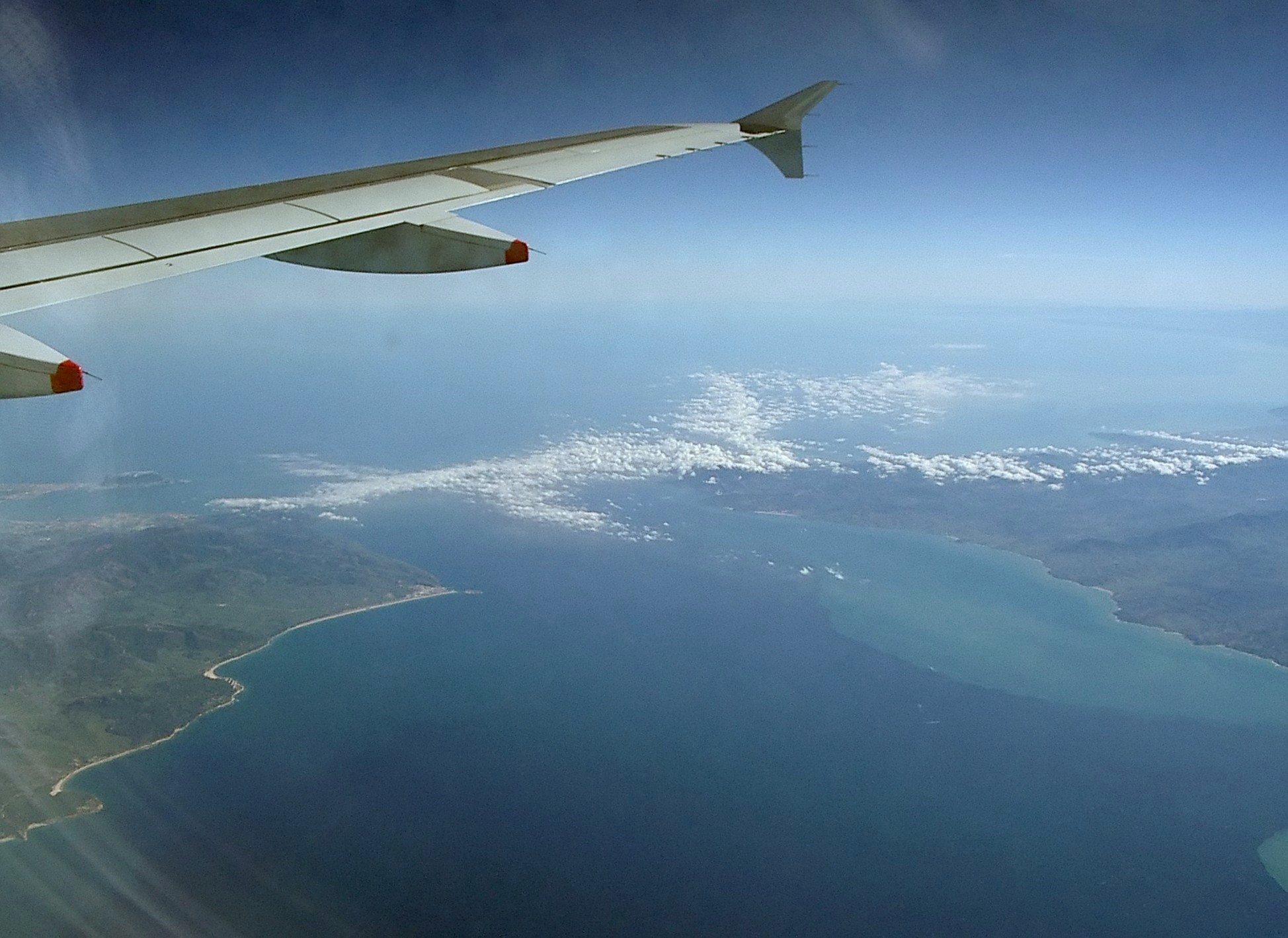
Vista desde una aeronave del estrecho de Gibraltar. A la izquierda la bahía de Algeciras y la punta de Tarifa, a la derecha Marruecos. La ciudad española de Ceuta está cubierta por nubes y es invisible desde la perspectiva de la imagen.

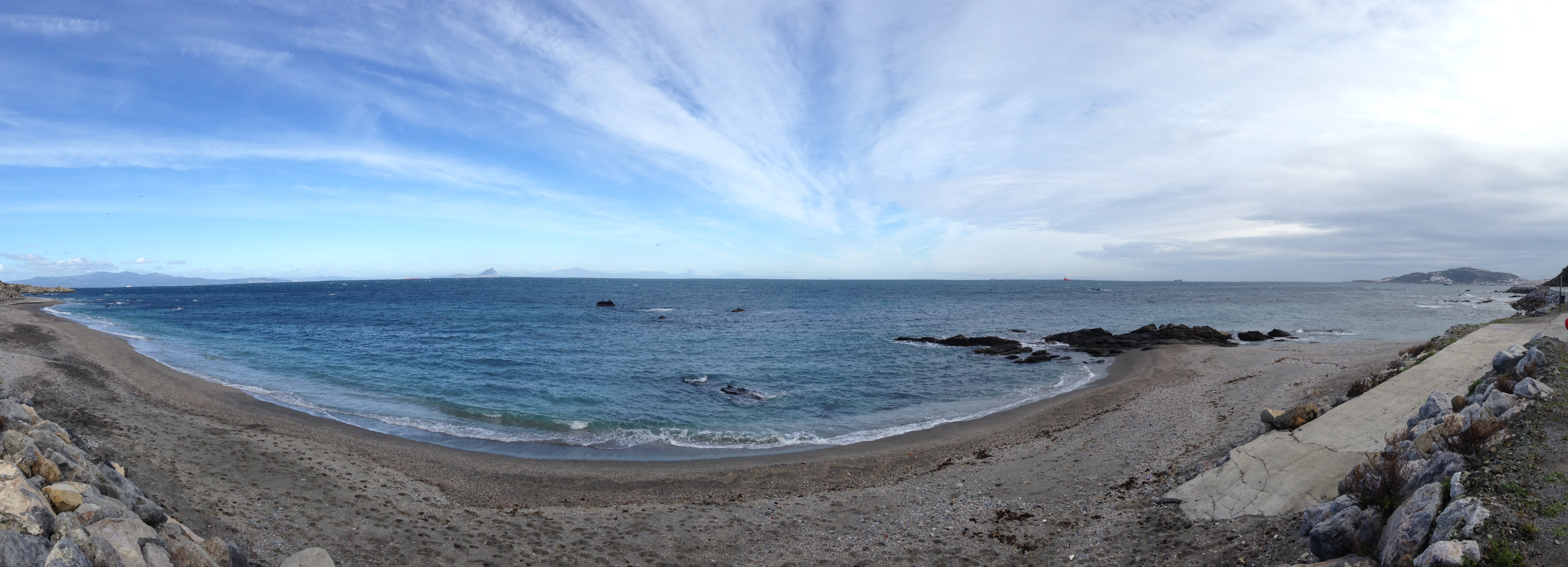
Panorámica de la costa continental europea desde Ceuta. En el centro de la imagen, el peñón de Gibraltar.

En este lugar, las condiciones meteorológicas son singulares durante decenas de kilómetros. El relieve canaliza el viento, que puede adoptar dos direcciones distintas: oeste y este; es decir, viento de poniente o de levante. Acelera brutalmente y llega a alcanzar hasta 40 y 50 nudos cerca del peñón de Gibraltar. Sin embargo, 20 km antes o después puede ser flojo o nulo.
A través del estrecho de Gibraltar se intercambia agua entre el océano Atlántico y el mar Mediterráneo. En promedio, las aguas superficiales (relativamente cálidas y poco salinas) provenientes del Atlántico entran en el Mediterráneo; al revés, las aguas profundas (relativamente frías y salinas) salen del Mediterráneo.
Las corrientes de marea son fuertes y varían a lo largo del día, causando accidentes de buceo. Además, su forma de embudo y los macizos costeros a ambos lados del estrecho crean a menudo unos vientos muy fuertes.
La ciudad de Gibraltar es territorio británico, donde se pueden ver los únicos monos salvajes de Europa. Actualmente, existen diversas empresas dedicadas al avistamiento turístico de cetáceos.
Por el lado español, el estrecho forma parte del parque natural del Estrecho. En la costa africana está Ceuta, una ciudad autónoma española.
Por otra parte, el estrecho de Gibraltar es un punto de paso de numerosas migraciones:
- Aves terrestres entre Europa y África, y marinas entre el Atlántico y el Mediterráneo.
- Atunes y otras especies marinas migratorias entre el Atlántico y el Mediterráneo.[6]

El Estrecho ha sido identificado como Área Importante para las Aves por BirdLife International debido a los cientos de miles de aves marinas que lo utilizan cada año para migrar entre el Mediterráneo y el Atlántico, incluidas importantes números de pardela cenicienta, pardela balear, gaviota de Audouin, gaviota sombría, alcas, y frailecillo atlántico.
Una manada residente de orcas de unos 36 individuos vive alrededor del Estrecho, una de las pocas que quedan en aguas de Europa Occidental. La manada puede estar en peligro de extinción en las próximas décadas debido a los efectos a largo plazo de la contaminación por  PCB.

## Tráfico marítimo e inmigraciones ilegales

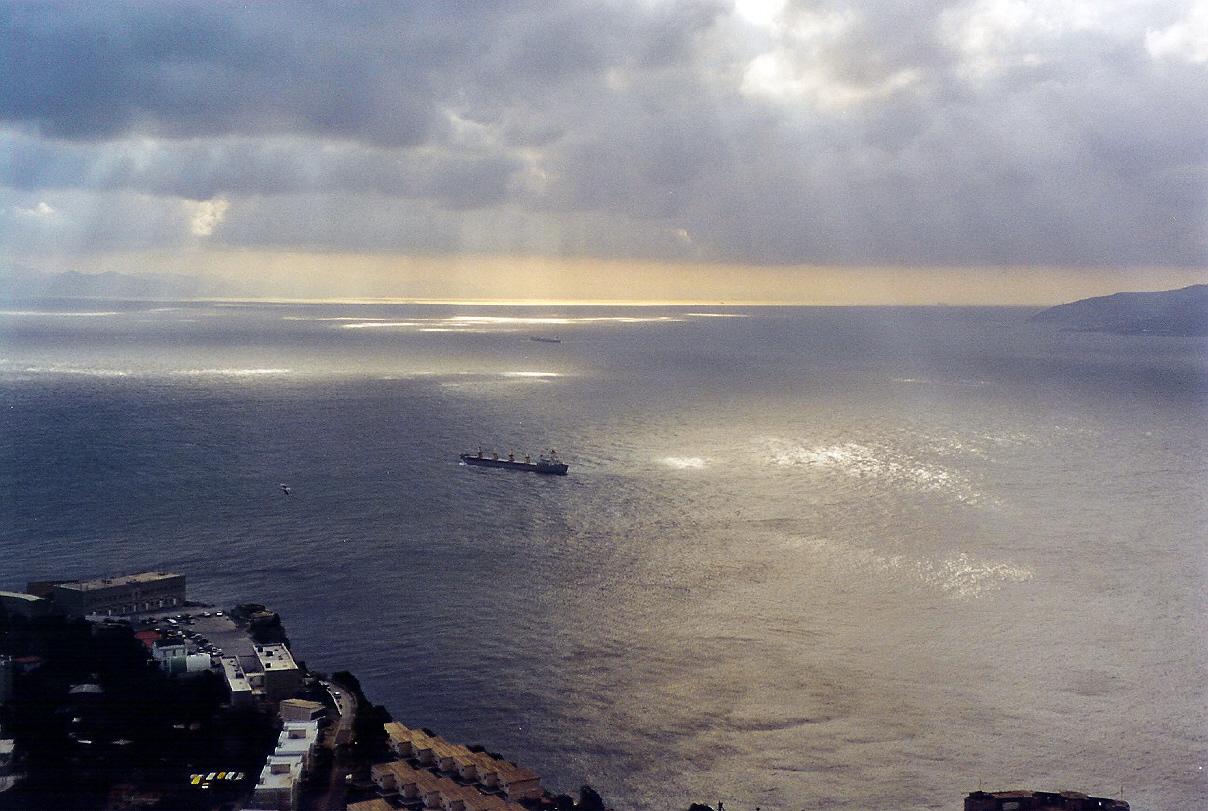
Vista de Europa y África desde Gibraltar.

Su escasa anchura y el intenso tráfico marítimo de sus aguas (más de 82 000 buques al año), tanto entre el océano Atlántico y el mar Mediterráneo como entre Europa y África, le convierten en uno de los pasos más transitados del planeta. En una revelación de un cable de Wikileaks, el gobierno de Estados Unidos advierte de la importancia estratégica del paso, como uno de los lugares más importantes para la geoestrategia mundial.
A pesar de la intensa vigilancia en las costas españolas (con el SIVE a la cabeza), y de los acuerdos de colaboración para evitarlo entre España y Marruecos, es también punto de paso de muchas pateras en las que inmigrantes mayoritariamente africanos intentan pasar de África a Europa. Las duras condiciones en que viajan estos inmigrantes hacen que muchos fallezcan (hipotermia, ahogamiento) en el intento. Cada año unos 5000 inmigrantes africanos intentan cruzar el estrecho.

## Infraestructuras

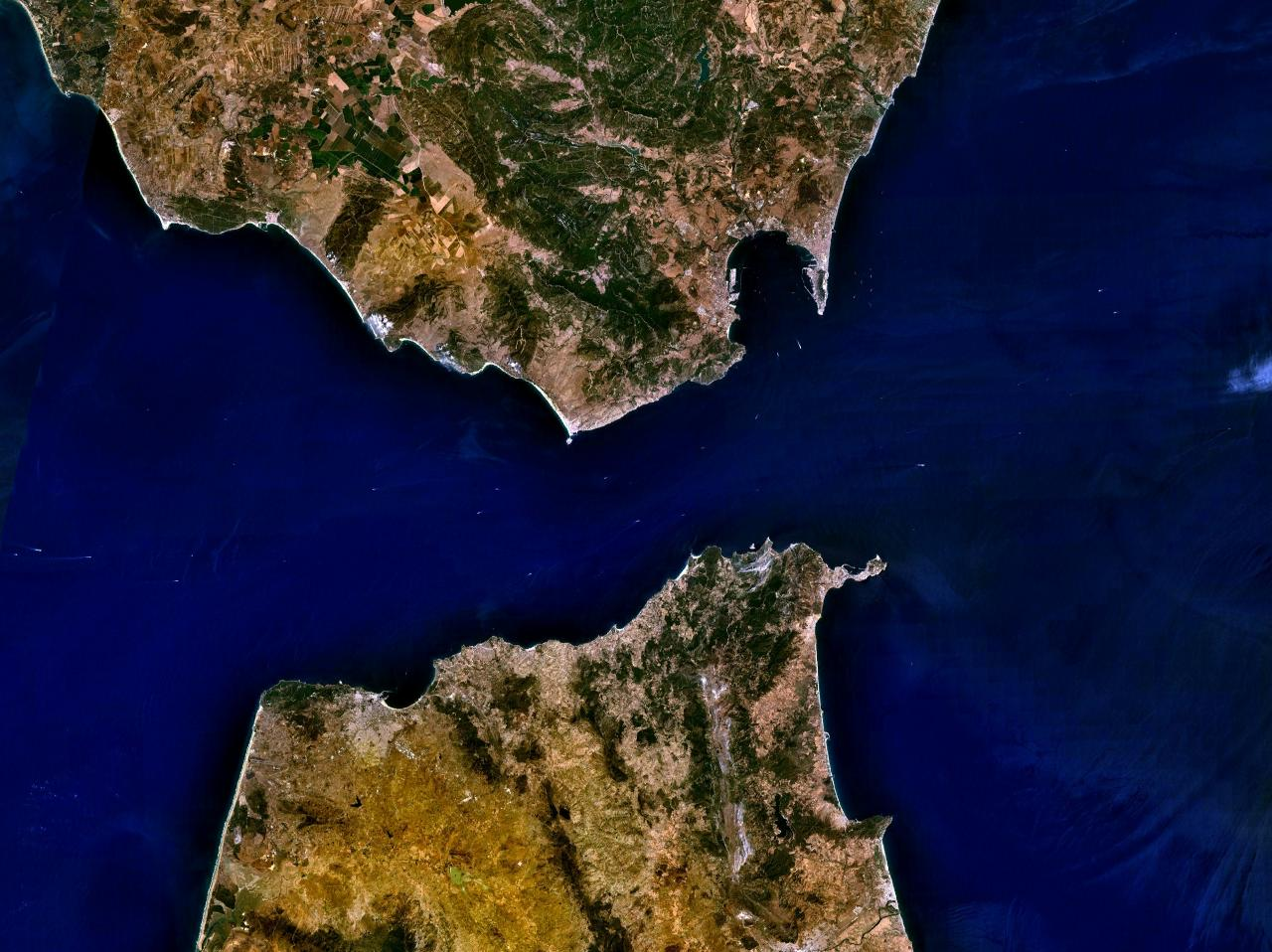
El estrecho de Gibraltar

Tradicionalmente el puerto más importante de la zona ha sido el de Gibraltar, aunque en el siglo XX ha sido ampliamente superado por el puerto de Algeciras, que se ha especializado en servir de punto de escala para los grandes buques que en rutas regulares atraviesan el estrecho. En la última década se ha construido un nuevo puerto en la costa africana, el puerto de Tánger Med, cuyo objetivo es servir de complemento al de Algeciras como punto de escala.
En el tráfico marítimo transversal de las líneas más importantes, el principal puerto en la costa europea es de nuevo el puerto de Algeciras, que recientemente se complementa con el puerto de Tarifa. En la vertiente africana el principal puerto receptor ha sido el puerto de Tánger, aunque gran parte del tráfico ha sido trasladado al de Tánger Med, y el puerto de Ceuta. Las rutas regulares de ferris unen actualmente Algeciras con Tánger Med y Ceuta, y Tarifa con Tánger.
Debido a la gran profundidad del estrecho, son escasas las infraestructuras que lo atraviesan, destacando las energéticas: un gasoducto y dos líneas de alta tensión atraviesan el estrecho por el umbral de Camarinal.
La presencia de vientos fuertes ha favorecido el desarrollo de la energía eólica y ha dado lugar a un interminable bosque de aerogeneradores eléctricos y la práctica del windsurf. Tarifa, en la punta sur de España, ha sido el escenario de varios campeonatos mundiales.

## Aguas territoriales

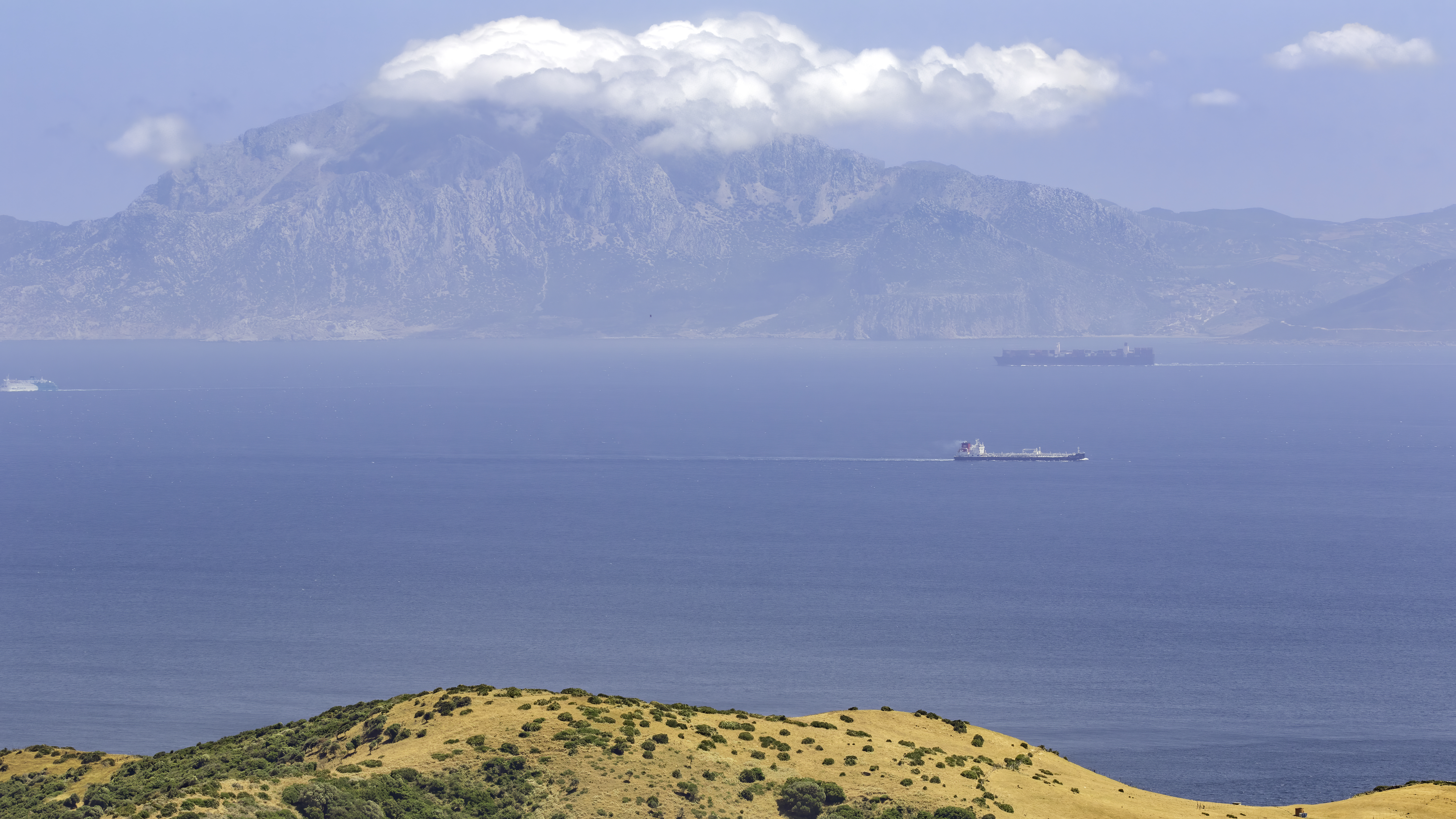
Vista del estrecho desde la provincia española de Cádiz, con el monte Musa al fondo.

Excepto en su extremo oriental, el estrecho se encuentra dentro de las aguas territoriales de España y Marruecos. El Reino Unido reclama 3 millas náuticas (5,6 km) alrededor de Gibraltar en el lado norte del Estrecho, lo que sitúa una parte del mismo dentro de las aguas territoriales británicas. Como esto es menos que el máximo de 12 millas náuticas (22,2 km), significa, según la reclamación británica, que parte del Estrecho se encuentra en aguas internacionales. La propiedad de Gibraltar y sus aguas territoriales es disputado por España. Del mismo modo, Marruecos disputa la soberanía española sobre Ceuta en la costa sur. Hay varios islotes, como la disputada Isla de Perejil, que son reclamados tanto por Marruecos como por España.
Según la Convención de las Naciones Unidas sobre el Derecho del Mar, los buques que pasan por el estrecho lo hacen bajo el régimen de paso en tránsito, en lugar del más limitado paso inocente permitido en la mayoría de las aguas territoriales. Por lo tanto, un buque o aeronave tiene libertad de navegación o sobrevuelo para cruzar el estrecho de Gibraltar.